# Чагда (Алданський улус)
Чагда (рос. Чагда) — село Алданського улусу, Республіки Саха Росії. Входить до складу Чагдинського наслегу.
Населення — 197 осіб (2015 рік).